# I Ran (So Far Away)
I Ran (So Far Away) är en singel från 1982 av det brittiska new wavebandet A Flock of Seagulls, vilken släpptes som den tredje singeln från bandets debutalbum A Flock of Seagulls.